# Юлий Эрнст (князь Брауншвейг-Данненберга)
Юлий Эрнст Брауншвейг-Данненбергский (нем. Julius Ernst von Braunschweig-Dannenberg; 11 марта 1571, Люхов-Данненберг — 26 октября 1636) — князь Данненберга с 1598 года.

## Биография
Юлий Эрнст — сын Генриха Брауншвейг-Данненбергского (1533—1598) и Урсулы Саксен-Лауэнбургской (1552/3—1620), дочери герцога Франца I Саксен-Лауэнбургского. После смерти отца в 1598 году наследовал ему в Данненберге. Умер, не оставив потомков мужского пола, и ему наследовал брат Август II.
Юлий Эрнст был женат дважды. В браке с Марией Остфрисландской (1582—1616), дочерью графа Эдцарда II Остфрисландского, родилось двое детей:
- Сигизмунд Генрих (1614)
- Мария Екатерина (1616—1665), замужем за Адольфом Фридрихом I Мекленбургским.

После смерти первой супруги Юлий Эрнст женился в 1616 году на Сибилле Брауншвейг-Люнебургской
(1584—1652), дочери Вильгельма Брауншвейг-Люнебургского. В этом браке родились:
- Август (1619)
- Анна Мария (1622)